# Hirkany
Hirkany (ukr. Гіркани) – wieś na Ukrainie w rejonie lwowskim (wcześniej w rejonie żółkiewskim) obwodu lwowskiego.